# Гайнерсройт
Гайнерсройт (нім. Heinersreuth) — громада в Німеччині, розташована в землі Баварія. Підпорядковується адміністративному округу Верхня Франконія. Входить до складу району Байройт.
Площа — 14,63 км2. Населення становить 3767 ос. (станом на 31 грудня 2020).